# Buffonellaria regenerata
Buffonellaria regenerata är en mossdjursart som först beskrevs av Powell 1967.  Buffonellaria regenerata ingår i släktet Buffonellaria och familjen Celleporidae. Inga underarter finns listade i Catalogue of Life.